# ゴー!ゴー!ドカン!
	ゴー!ゴー!ドカン! (Going! Going! Gosh!、1949年8月23日） とは、アメリカ合衆国の映画会社ワーナー・ブラザースの短編アニメシリーズ「メリー・メロディーズ」の作品である。

## 概要
コヨーテ(学名: ニククイヤスイ・イヤシウス)は岩陰でロードランナー(学名: アクセル・モーレツダウス)を待ち伏せしたり、追いかけたりするが、いつもうまくいかない。そこでコヨーテはいろんな作戦を考えるのだった。
作戦1 コヨーテはダイナマイトを付けた弓矢でロードランナーを仕留めようとする。ところがコヨーテは間違えて弓を飛ばしてしまい、ドカン！と爆発に巻き込まれるのであった。
作戦2 コヨーテは大きなパチンコを使ってロードランナーの砲に飛ぼうとしたが、パチンコの杭がコヨーテに激突してしまう。
作戦3 コヨーテは早く乾くセメントをロードランナーの通る道路に塗って、ロードランナーを動かなくさせようとする。しかし、ロードランナーが通るとセメントは飛び散り、コヨーテにかかってしまう。怒ったコヨーテは追いかけようとするが、セメントのせいで動けなくなってしまった。
作戦4 コヨーテは手榴弾を手に、ロードランナーの通る道のマンホールの中に入り、ロードランナーを待ち伏せしていた。ロードランナーが来た時に投げつけるつもりだった。ところがロードランナーはマンホールのある道路と違う方向の道路を走った。その拍子にその道路の大きな岩がマンホールのある道路に落ち、コヨーテは身動きができなくなる。手榴弾はドカン！と大爆発し、マンホールと岩が飛び、コヨーテはふらふら。そんな彼に先程のマンホールと岩がドカン！と直撃したのであった。
作戦5 コヨーテは女装し、『バージニア方面』と書かれた荷物を持ってロードランナーを待ち伏せしていた。ロードランナーはそんなコヨーテを吹っ飛ばし、『僕には恋人がいます。(I've already got a date.)』というプラカードを持って去っていった。
作戦6 道路が作られていない崖の上に大きな道路の絵を描いたコヨーテ。『危険　この先道路なし(Danger End of Road)』の立て札を反対に向け、ロードランナーを崖から落とそうと企む。ところがロードランナーは崖から落ちず、絵の中に入ってしまったのだ。驚いたコヨーテは道路の真ん中に立ち、首を傾げるが、絵の中から赤いバンが通り、コヨーテを引いてしまう。怒り狂ったコヨーテはその絵の中に入ろうとするが、何故か絵は破れ、コヨーテは崖に落ちてしまった。その拍子にOh, No!と土煙が舞った。
作戦7 コヨーテは道路に大きな岩を転がし、ロードランナーを捕らえようとしていた。ところが大きな岩はロードランナーとすれ違い、物凄い勢いで山頂に辿り着いて転がり、コヨーテに大激突！
作戦8 アクメ・コーポレーション製の『アクメ 清掃ワゴン(ACME street cleaner's wagon)』、気象観測用気球(Weather Balloon)を改造して気球にしたコヨーテ。上空から500ボンド金床をロードランナーに当てようとする。ところが金床を落とした拍子に気球が軽くなりすぎて上昇。更に気球の結び目が解け、気球は大暴走し、コヨーテは落ちてしまう。その落ちるスピードは金床よりも速いため、コヨーテは地面に激突。更に金床がコヨーテをドカン！と直撃。
作戦9 谷間に先回りして丸太橋を使い、ロードランナーを銛で刺そうと待ち構えるコヨーテ。ロードランナーの鳴き声が聞こえるとコヨーテは体と丸太橋をロープで括り付け、ロードランナーを襲おうとする。ところがやってきたのは赤いバンで、コヨーテはドカン！と大激突！ロープでぐるぐる巻になり、目を回していた。
その赤いバンにはロードランナーがいたのであった。

## 声優
| キャラクター       | 原語版             | 現行吹き替え版 |
| ------------------ | ------------------ | -------------- |
| ロード・ランナー   | ポール・ジュリアン | 原語流用       |
| ワイリー・コヨーテ | メル・ブランク     | 同上           |
| ナレーター         | -                  | 梅津秀行       |